# John, I'm Only Dancing
"John, I'm only Dancing" é um single do músico britânico David Bowie, lançado em duas versões, com o mesmo número de catálogo, em setembro de 1972 e abril de 1973. Bowie, mais tarde, recriou a canção com influências disco, dando origem a "John, I'm Only Dancing (Again)," gravada em 1974 mas somente lançada em 1979.

## Faixas
1. "John, I’m Only Dancing" (Bowie) – 2:43
2. "Hang On to Yourself" (Bowie) – 2:38

## Créditos
- Produtores:
  - David Bowie, Ken Scott
- Múscicos:
  - David Bowie: vocals, acoustic guitar, sax (on Sax Version)
  - Mick Ronson: lead guitar
  - Lou Reed: rhythm guitar
  - Trevor Bolder: bass guitar
  - Mick Woodmansey: drums

## "John, I'm Only Dancing (Again)"
"John, I’m Only Dancing (Again)" é uma versão de "John, I'm Only Dancing" realizada durante a gravação do álbum Young Americans.